# Ofensiva de Monastir

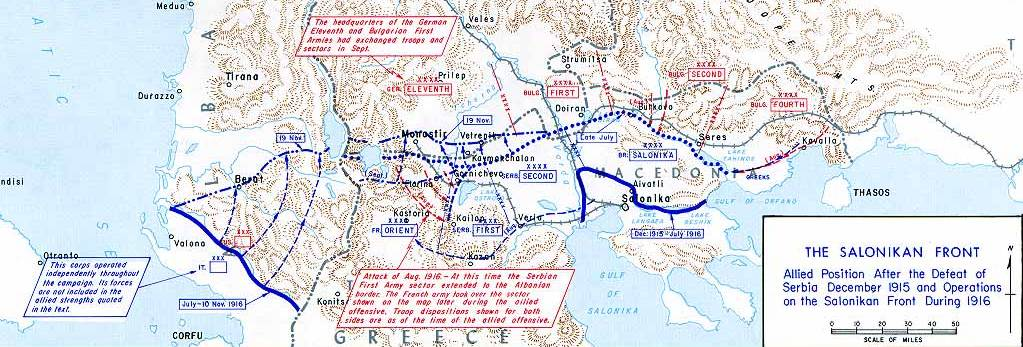
Frente da Macedônia em 1916.

Ofensiva de Monastir foi uma operação militar dos Aliada contra as forças das Potências Centrais durante a Primeira Guerra Mundial, destinada a romper o impasse na Frente da Macedônia, forçando a capitulação da Bulgária e aliviando a pressão sobre a Romênia. A ofensiva tomou a forma de uma grande batalha e durou três meses e terminou com a captura da cidade de Monastir. Em uma profundidade média de 50 quilômetros, o 1º Exército Búlgaro (no final do mês de setembro do 11º Exército Alemão) entrou em batalha em seis ocasiões e foi forçado a recuar cinco vezes.